# Casòs
Casòs – miejscowość w Hiszpanii, w Katalonii, w prowincji Lleida, w comarce Alta Ribagorça, w gminie El Pont de Suert.
Według danych opublikowanych przez Institut d’Estadística de Catalunya w 2020 roku liczyła 11 mieszkańców – 5 mężczyzn i 6 kobiet. Liczba mieszkańców w poprzednich latach: 9 (2008), 14 (2009), 11 (2014), 10 (2015), 11 (2019).